# Талліннський міський театр
Талліннський міський театр (ест. Tallinna Linnateater) — один із театрів у столиці Естонії місті Таллінні.

## Загальні дані
Талліннський міський театр — це репертуарний театр, розташований у само́му середмісті Таллінна (Лаї, 23). 
Театральний сезон триває від серпня до червня.
Талліннський міський театр відомий як завдяки середньовічній будівлі, в якій розташований, так і високому рівню акторської майстерністю. Театр має 6 різних приміщень для виступів, а також велику відкриту (просто неба) сцену для літніх вистав.
Театр було засновано в 1965 році.  
У теперішній час (кінець 2000-х років) трупа театру складається з двох режисерів, двох декораторів і 21-го актора. 

## Репертуар
Репертуар Талліннського міського театру включає як твори світової класики, так і сучасні п'єси. 
Особлива увага творчим колективом закладу надається новій естонській драмі. Зокрема, яскравий представник сучасної естонської драматургії Яан Таате, працює в установі як актор. Його найвідомішу п'єсу «Перетинаючи головний шлях», поставлену на сцені театру ним сами́м, уже було перекладено англійською, німецькою, латиською, російською та фінською мовами. В репертуарі Талліннського міського театру є також одна з останніх п'єс Таате «Міст». 

## Приміщення
З 1965 до 1975 року театр розташовувався в одному з міських палаців культури. З 1975 року театр знаходиться у центрі міста, на вулиці Лаї, 23, а з 1992 року, коли директором театру став Ельмо Нюганен, а художнім керівником — Райво Пильдмаа, театр почав розширювати свої приміщення. Станом на 2009 рік театр має 6 критих та 1 відкриту сцени:
- Мала сцена (Лаї, 23) — колишня головна сцена театру, історична перша сцена (відкрита у 1975 році). Вміщує 100 глядачів. Навідоміша вистава, що проходить на цій сцені — «Механічне піаніно» режисера Ельмо Нюганена, що використовує також сусідні зали.

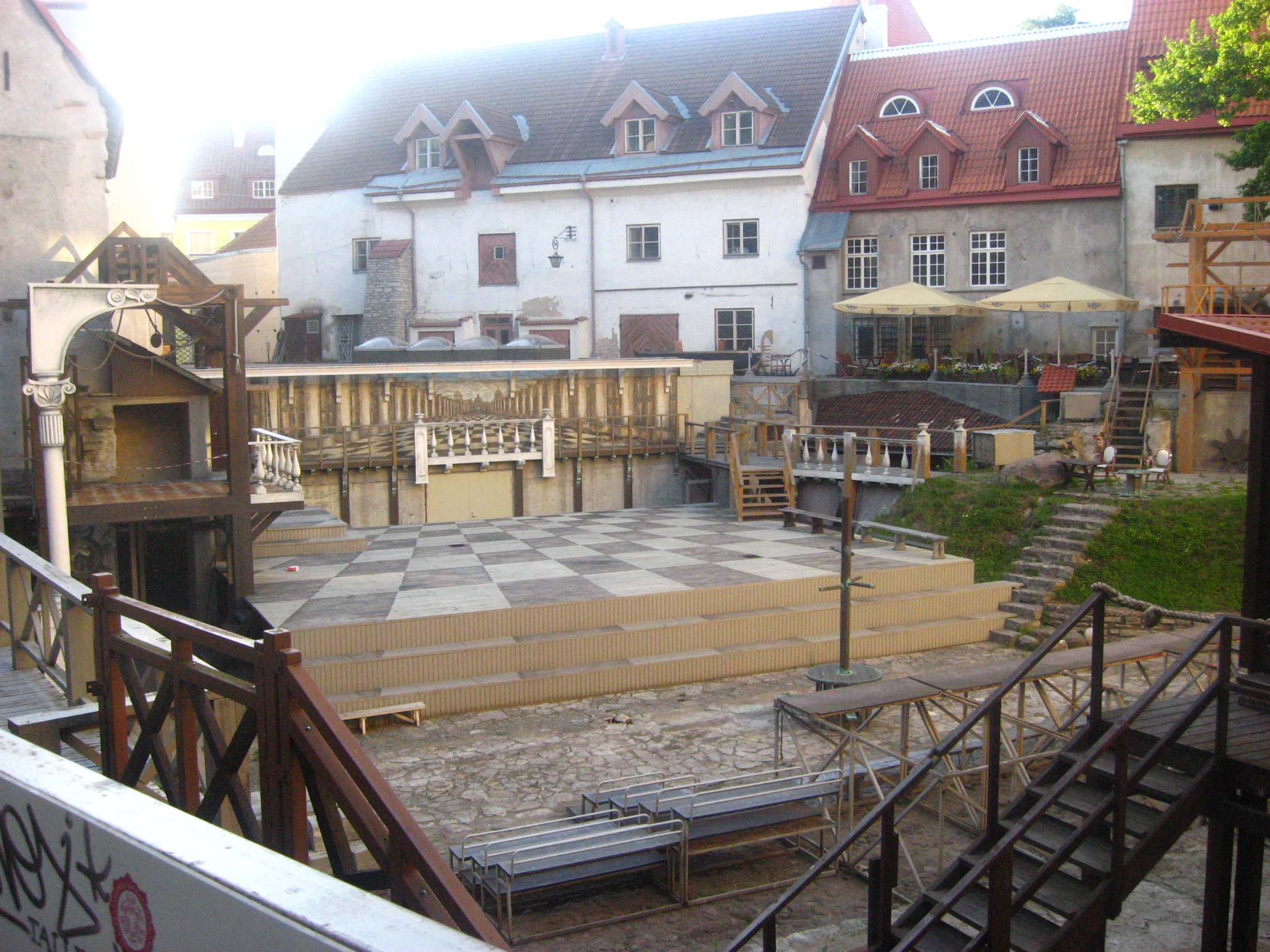
Відкрита сцена театру

- Райський театр (Лаї, 21) був створений у 1992 році на горищі будинку №21, проте тоді це приміщення ще перебувало на ремонті. У 1999 році була встановлена нова сцена та освітлювальне обладнання, і у грудні п'єсою Шекспіра «Гамлет» була відкрита нова зала на 199 місць.
- Вітальня (Лаї, 23), де зазвичай знаходиться вестибюль та гардероб, періодично ставала сценою для вистав. Зокрема, у 1994 році Ельмо Нюганен поставив тут «Ромео та Джульєтту» Шекспіра, яка стала однією з легендарних вистав Міського театру. Вміщує до 100 глядачів
- Театр пекла (Лаї, 23) знаходиться у підвалі, на глибині шести метрів під землею. Трикутна зала на 170 місць спочатку задумувалася як простір під сценою, але в 1997 році була перетворена на повноцінне приміщення для виступів
- Камерна зала (Лаї, 19) відкрита у 1999 році виставою «Сивий чоловік». Ця невелика зала на 70 місць використовується переважно для конференцій та презентацій.
- Кінний млин (Лаї, 47) увійшов до складу театру в 2003 році. У незвичному круглому приміщенні на 100 місць проходять вистави історичної тематики, а також концерти.
- Відкрита сцена (Лаї, 21—23) на 600 місць у внутрішньому дворі театру з 1995 року регулярно приймає вистави у літній час